# Fabrizio Plessi
Fabrizio Plessi (Reggio de l'Emília, Itàlia, 1940) és un artista italià que ha centrat la seva obra en el camp del videoart. Es tracta d'un dels videoartistes europeus més influents. En concret, ha basat el seu treball en videoinstal·lacions i videoescultures, creacions amb un efecte estètic buscat en les quals el vídeo és l'element central.
Un dels segells distintius de la seva obra és l'aigua, gairebé sempre representada a través de les imatges de vídeo. El foc és un altre dels elements que prenen força en les seves creacions.

## Trajectòria
Fabrizio Plessi va formar-se al Liceo Artistico i a l'Acadèmia de les Belles Arts de Venècia, on durant la dècada dels 80, va treballar com a professor de pintura. No va ser, però, la seva única experiència en l'àmbit de l'ensenyament. Entre el 1990 i el 2000 va fer classes sobre “humanització de les tecnologies” a la Kunsthochschule für Medien, l'Escola Superior de Mitjans de Comunicació de Colònia i el 1994 hi va obtenir la càtedra d'escenografia electrònica. De fet, és en aquesta mateixa escola on el 1992 dirigeix, per encàrrec de la UNESCO, un taller amb una vintena de joves artistes de diversos indrets del món.
Al marge de l'activitat acadèmica, Plessi té una llarga trajectòria artística. Des de finals dels seixanta, les seves creacions es poden veure a diversos llocs del món. A la Biennal de Venècia de 1970 s'exposen obres seves al pavelló experimental. I igualment, el 1972 n'hi tornen a haver. Durant els anys següents va exposar, per exemple, al Palazzo dei Diamanti, a Ferrara; a la Städtische Galerie im Lenbanchhaus, a Múnic; o al Palais des Beaux Arts, a Brussel·les. El 1981, participa en el Festival de Cinema de Venècia com a convidat i introdueix, per primera vegada, els mitjans electrònics a una biennal de cinema.
És precisament a partir dels 80 que s'endinsa en l'exploració de la tridimensionalitat i de les possibilitats que li ofereixen els espais on exposa. El 1987, a Bolonya, rep el premi internacional “L'imagine elettronica”. La tasca creativa segueix amb intensitat durant els anys següents i les exposicions, al llarg dels anys 90 i també a partir del 2000, se succeeixen per museus i sales d'exposició, sobretot d'Europa però també de fora. És el cas de la Biennal de Nagoya, al Japó (1989), de la de São Paulo, al Brasil (1994), o la del Caire, a Egipte (2001).
El reconeixement internacional es fa evident amb els nombrosos premis que se li han atorgat. El 1993 li arriba el segon de la seva carrera, quan la UNESCO li concedeix la Medalla Miró. Sis anys més tard, el 1999, rep una altra distinció a la XII Quadriennale de Roma, així com el guardó Nord/LB Kunstpreis. El mateix any guanya el concurs internacional per al pavelló Euregio de l'exposició universal EXPO 2000 de Hannover. El darrer que ha obtingut és el Premi Pino Pascali 2014.
De manera paral·lela, Plessi també s'ha endinsat en la creació d'escenografies per a òpera i televisió, uns decorats que, igual que la resta de les seves creacions, incorporen elements electrònics.
Plessi viu a cavall entre Venècia, la ciutat on va formar-se, i Mallorca, on disposa d'una casa i un estudi de treball prop de la població de Santanyí.

## Context artístic
L'ús el vídeo i la televisió com a element artístic es remunta a començaments de la dècada dels seixanta, coincidint amb diversos avenços tecnològics i l'establiment de la televisió com a mitjà hegemònic. En aquest context, va néixer el moviment Fluxus, un moviment artístic trencador amb l'art academicista imperant fins al moment, que aglutinava disciplines molt diverses, com la música, la literatura, l'arquitectura o el disseny. És en el si d'aquest moviment on el vídeo es configura com una proposta artística i al mateix temps com una manera de replicar als mitjans de comunicació de masses. Els pioners en van ser Nam June Paik i Wolf Vostell. De fet, el primer que va enregistrar un vídeo i el va mostrar en públic com a obra d'art va ser Paik. A diferència de Paik, però, Fabrizio Plessi defuig el caràcter experimental dels primers videocreadors i no distorsiona les imatges que es veuen als monitors.
Les tendències en el camp del vídeo van ser molt diverses: mentre alguns l'utilitzaven com a eina de contrainformació, d'altres van emprar-lo per documentar happenigns i performances, i al mateix temps, van començar a crear-se les primeres videoescultures i videoinstal·lacions. Els artistes, però, van trobar dificultats per legitimar-se com a disciplina artística i diferenciar-se del vídeo i la televisió. També van tenir problemes a l'hora d'exposar al circuit tradicional de museus i galeries d'art, d'una banda, per la grandiositat d'algunes obres i, de l'altra, perquè el públic era reduït. A més, en el mercat de l'art la cinta de vídeo era vista amb reticències perquè trencava principis fins llavors fonamentals: estèticament, no eren un objecte bonic, i en l'àmbit tècnic, no es podia afirmar que fossin obres úniques perquè se'n podien fer còpies.
D'entre totes les tendències, Plessi va decantar-se per les videoescultures i les videoinstal·lacions. En aquestes darreres, l'element característic de l'obra no són només les imatges de vídeo sinó també l'espai, la posada en escena i el recorregut que l'espectador ha de fer per veure-la. En les videoescultures, en canvi, prima l'element escultòric, al qual s'incorpora la pantalla on es projecta el vídeo.
Un altre corrent que també ha influït l'obra de Plessi és l'arte povera, un estil que preconitza el valor dels anomenats “materials pobres” com poden ser la fusta, la pedra, la terra o residus d'entrada sense valor. Mitjançant aquests materials, els creadors d'arte povera dissenyen grans instal·lacions espacials. El corrent va créixer durant la segona meitat dels seixanta i dels setanta del segle xx. Territorialment es va estendre sobretot a Roma i al nord d'Itàlia.
Tot i que Plessi comparteix les dues característiques fonamentals d'aquest moviment: l'ús de materials pobres i la creació de grans instal·lacions, l'arte povera defuig l'ús de les noves tecnologies. Per això, malgrat reconèixer que té certes afinitats amb el corrent, Plessi se'n sent distant.
L'artista, doncs, va fusionar els trets característics dels dos moviments: els materials simples i austers de l'arte povera, amb l'electrònica i el vídeo, que inicialment l'arte povera rebutjava.
Finalment, alguns autors també l'han relacionat amb el barroc italià, especialment per la teatralitat de les seves obres. Amb les seves creacions, Plessi busca captivar l'espectador, emocionar-lo i causar-li impacte als sentits. Per aconseguir-ho, cuida especialment la posada en escena i el vessant estètic de les seves obres.

## Obra
L'obra de Plessi es caracteritza per les grans instal·lacions i els muntatges espacials, unes creacions en què destaca la presència del vídeo. Plessi, però, no vol que se'l classifiqui com a videoartista. Es defineix a si mateix com un artista que fa servir el vídeo com a mitjà d'expressió, i remarca que ho fa igual que altres creadors s'expressen a través de la pintura o el marbre. En la seva obra, combina el llenguatge electrònic amb materials el més senzills possible, com la fusta, el ferro o fins i tot elements de la vida quotidiana, com poden ser armaris o llaüts.
Plessi, a més, innova tecnològicament en alguns dels treballs. A l'obra Digital Waterfall (2003), per exemple, va incorporar-hi una pantalla extraplana en color i aire condicionat permanent. Això la va convertir en una de les videoescultures més avançades del món en l'àmbit tecnològic.
Una altra de les característiques fonamentals de les seves creacions és l'aigua, present en una part molt significativa dels seus treballs des de finals de la dècada dels 60. Està gairebé sempre representada a través del vídeo, ja que Plessi considera que, salvant les distàncies, tots dos són elements canviants, fluids i inestables. De fet, l'artista ha arribat a afirmar que “formen un binomi perfecte”.
Barrejant el vídeo amb elements naturals com l'aigua i amb materials d'origen tosc, Plessi busca renovar els mitjans d'expressió i adequar el llenguatge a una societat que, gràcies a la tecnologia, es transforma. Per Plessi, les noves tecnologies són un instrument quotidià, que no té res d'amenaçador. Per això, defugint-ne la mitificació, busca incorporar-les al seu propi món i posar-les al servei del missatge que vol transmetre. De fet, aquest artista nega amb rotunditat les teories de Marshall McLuhan, que propugna que “el mitjà és el missatge”. Per a Plessi, l'important és el que es comunica, no el com.
En aquest sentit, moltes de les seves obres reflecteixen experiències vitals o imatges de la vida quotidiana, ja siguin dels llocs que li són propers o dels que visita. En molts casos, els viatges han estat un factor d'inspiració important. L'origen de I Lavatoi dell'Anima, per exemple, es troba en una zona de rentadors de l'Índia; el de Roma-Roma, a la plaça de Sant Pere del Vaticà; i el de les Cariàtides, a Egipte. Una quarantena d'aquests viatges que, d'una manera o d'una altra, s'han acabat transformat en obres es recullen al llibre Plessi, Progetti del mondo, de l'editorial Dumont (1997).
En el cas de Plessi, la inspiració es converteix en obra mitjançant un procés de treball extens, al llarg del qual l'artista italià elabora una gran quantitat de dibuixos i esbossos previs. Es tracta de proves elaborades amb detall, amb dibuixos en color, amb ombres i amb instruccions o comentaris escrits que, inclouen, per exemple, els materials amb què es pot construir la instal·lació. És a partir d'aquestes provatures que l'artista concep les instal·lacions i les va modificant.
Malgrat que el gruix de la seva obra són les videoinstal·lacions, es tracta d'un artista multidisciplinari, que també ha treballat en muntatges teatrals, operístics i televisius. Igual que en la resta de les seves obres, Plessi també incorpora pantalles i elements electrònics als escenaris i platós de televisió. El ballet Sciame, d'Enzo Cosmi, va ser el primer per al qual va dissenyar els decorats el 1987. I només dos anys més tard, el 1989, va crear l'escenografia de l'òpera The Fall of Icarus, un muntatge per al qual també va dissenyar el vestuari. En l'àmbit televisiu les seves participacions són més reduïdes que en el camp operístic i teatral. Plessi va idear el set per a dos programes: Immagina, per a la italiana Rai Uno (1987-88); i Studio Moor, per a l'alemanya Premiere (1994-95).
L'artista també ha treballat en col·laboració amb diverses marques, la primera de les quals fou Benetton. En l'exposició de Plessi que el 1988 es va fer al Museu Espanyol d'Art Contemporani, a Madrid, va incorporar el logotip de la firma italiana en un dels seus treballs. A partir d'aquí, les col·laboracions amb empreses s'han anat succeint. Ha dissenyat, per exemple, per a Philips (1995), Ferrari (2000), Loewe (2000), Sony (2004) o BMW (2004).

## Cronologia
Waterfall és, tal com recull el web de Fabrizio Plessi, la seva primera videoescultura destacada. La va crear amb 36 anys, el 1976, el mateix any que va fer Mare orizzontale i Water. D'aquesta darrera en va fer una altra versió el 1978, només dos anys després. Malgrat que es tracta de les primeres creacions de l'artista, incorporen ja els elements que defineixen la seva trajectòria: un monitor on es retransmeten imatges amb so fixat en una estructura.
L'activitat creativa de Plessi es va intensificar durant els anys 80. Només el 1981 va elaborar cinc videoescultures: Waterwind, Moving Water, Arco Liquido, Altalena i Wasserwagen. La utilització d'elements quotidians en les seves creacions es fa evident en aquesta darrera obra, per a la qual utilitza dos cotxes als quals incorpora monitors al vidre del davant. Encara en la dècada dels 80, el 1982 va crear Water Circles i Ice; el 1984 va reversionar Waterwind; i el 1985 va fer Water Desert, Narciso i Mare di Marmo, a més de l'obra Bronx, considerada una de les seves creacions més importants. La va presentar a la 42a Biennal de Venècia, celebrada el 1986. Es tracta d'una estança amb tres parets oxidades i una reixa metàl·lica al davant, a l'interior de la qual hi ha 20 monitors de televisió, coberts amb metall oxidat pels costats i amb pales clavades a les pantalles, que estan encarades cap amunt. D'aquesta manera, l'artista italià va fer una metàfora sobre la mort de la tecnologia.
Va ser l'any següent, el 1987, quan va crear Roma, que el va dur, de manera ja definitiva, a la fama internacional. Es tracta d'una videoinstal·lació que ocupava una sala sencera a la qual el públic havia d'accedir pujant una escala a les fosques. En aquest cas, la va presentar a l'exposició d'art contemporani internacional "documenta 8", una mostra que se celebra periòdicament a la ciutat de Kassel, Alemanya. Prova del ressò internacional aconseguit és que fins i tot els mitjans de comunicació espanyols del moment se'n van fer ressò. Josep Ramoneda destacava en un article a La Vanguardia, el 26 de juliol de 1987, la qualitat d'aquesta videoinstal·lació, que va descriure amb l'adjectiu “estimulant”.
Només un any després, Plessi va fer-ne una segona versió, Roma II, ideada per a la inauguració del centro per l'arte contemporaneo Luigi Pecci, a Prato. També va dissenyar l'obra Canal d'Oro. El 1989 va fer només Materia Prima, una creació que alguns han qualificat de radicalment diferent, amb els televisors apagats i un domini del color gris. El 1990, en canvi, va ser un any prolífic. Va produir Stanza del Mare, Art, les sèries Armadio Rosso, Armadio Nero i Armadio Banco, La Stanza del Mare i L'Armadio dell'Archittetto.
Entrant als anys 90, va elaborar Porfido a Pergine (1991) per al castell de la localitat de Pérginé, també va fer Mediterranea (1990), Cristallo Liquido (1992) i, ja el 1993, Cristalli Liquidi, Liquid Time i Bombay, rebatejada amb el nom I Lavatoi dell'Anima. Aquesta videoinstal·lació està inspirada en un viatge a l'Índia. Es tracta d'una escena quotidiana en safareig públic que l'artista va plasmar en la seva obra de manera metafòrica. Segons ha explicat el mateix Plessi, va fer-ne els primers esbossos durant el viatge, en paper de carta de l'hotel. Se la considera una de les seves creacions més representatives, amb grans estructures de ferro carregades de roba blanca arrugada i pantalles on es veu l'aigua corrent.
Dos anys després, el 1995, Plessi va fer L'Anima della Pietra, Sevilla i les estàtues Fuochi Fatui, per a la Fundació Pilar i Joan Miró, a Mallorca. El 1996 crea Pompei, Sarajevo i algunes videoinstal·lacions que es convertiran en les més importants fetes fins llavors: Fez, Mysterium Wein, Il Fiume della Storia i Acquedotto. Ja el 1999, fa diverses videoescultures amb troncs, com Movimenti della Memoria, Manaus, Timaru o Beshir. També daten del 1999 les creacions Electronic Waterfall i La stanza del fuoco.
Mare Verticale, creada només un any després (2000), va ser la videoescultura més gran feta mai fins al moment. Fa 44 metres d'alçada i està formada per una estructura d'acer i alumini a l'interior de la qual s'emmarca una pantalla de LED de gran format on es veuen imatges d'aigua corrent. La va fer, per al govern italià, per a l'exposició universal EXPO 2000 de Hannover. Aquesta videoescultura serà versionada anys més tard, el 2005, per a la Biennal de Venècia.
El 2001 inicia dos anys de creativitat intensa. Com a hoste d'honor a la Biennal del Caire, crea una videoescultura titulada amb el nom de la ciutat, Cairo. Waterfire, del mateix any, és concebuda com una escultura per estar a l'aire lliure i Plessi hi utilitza, per primera vegada, monitors climatitzats. També el 2001 fa Only Fire, L'enigma degli Addii II i Kinshasa. L'any següent neixen les videoescultures Movimenti Catodici Barochi III, Foresta Sospesa III, Five Fires i La Paz.
Per a la Loggia dei Mercanti, a Milà, Plessi crea el 2003 Prometeo, una estructura a la qual incorpora deu barques de cap per avall que pengen, al sostre, d'estructures de ferro. En aquest muntatge, coordinat per Robert Wilson i amb música de Phillip Glass, els vaixells es mouen per damunt dels caps dels espectadors. Per aconseguir-ho, va fer servir deu motors elèctrics.
El mateix 2003 també dissenya l'obra Digital Fall i el 2004, Burning Fall, a les pantalles de la qual es fusionen l'aigua i el foc. Del mateix any són Traum, Haarlem i Berlin – La flota di Berlino, en la qual empra, altre cop, barques que pengen de cap per avall des del sostre. Hi incorpora també música de Phillip Glass.
Ja el 2005, a més de repensar Mare Verticale, Plessi crea Memory Motions i Digital Stones. El 2006 i el 2007 elabora Lava I i Lava II, construïts amb pedra volcànica. Luxury is Slow i Sea Force One daten del 2008. El 2009 el dedica a repensar videoescultures ja fetes, a les quals intenta donar un nou enfocament. És el cas de Digital Fall II, L'Anima della Pietra i L'Enigma degli Addii.
Un any després, deixa de banda el vídeo amb Llaüt Licht (2010). Aquesta escultura està formada per tres llaüts col·locats de cap per avall amb llums de neó blaves a l'interior. Si, en aquest cas, no hi ha ni rastre de vídeos, el que sí que hi té cabuda és l'element sonor, que reprodueix el so del mar amplificat. No serà aquesta la darrera vegada que Plessi faci servir llaüts. El 2011, en una instal·lació creada per a la inauguració de la Llotja de Mallorca, Plessi parteix d'aquest mateix model: llaüts tombats i llum de neó blava. En un article publicat al diari El País, el mateix Plessi explicava que tenint en compte la grandiositat arquitectònica del lloc, posar-hi vídeos li semblava “superflu i excessiu”.
Entre el 2010 i el 2011 també va fer diverses versions de l'obra Mare Verticale. Aquest cop, però, va decidir pluralitzar el nombre d'estructures utilitzades i, per tant, va rebatejar-la amb un nom també en plural: Mari Verticali. El 2010 també va fer Updown, 290 Secondi, Caffè Florian i Traum. Per a Louis Vuitton, a més, va preparar un esdeveniment al Teatro de San Carlo de Nàpols que va titular amb el mateix nom de la marca.
El 2012 dissenya Monumenta i Il fiusso della Raggione, una estructura lineal de més de 22 metres travessada de cap a cap per una pantalla en la qual es projecten imatges d'aigua i foc. Als dos costats, s'apleguen més de 400 esbossos amb idees d'obres que Plessi mai ha arribat a crear. Amore e Psiche, altre cop un esdeveniment, data del 2013.

## Plessi Museum
Fabrizio Plessi va dissenyar el seu propi museu amb el suport de l'enginyer Carlo Costa. L'edifici, dedicat a l'obra de l'artista italià, inclou també un espai per a reunions i conferències i un restaurant. L'indret escollit per a ubicar-lo és l'autopista del Brenner (A-22), que comunica Itàlia i Àustria. En concret, es troba al lloc on antigament hi havia la duana entre els dos països. De fet, el museu vol ser un símbol d'unió entre la cultura germànica i la llatina.
L'immoble, fet en gran part de vidre per establir un vincle directe amb el paisatge alpí, ocupa una superfície de 13.000 metres quadrats, fa 55 metres de llargada i 30 d'amplada. La implicació de Plessi en la construcció de l'edifici, però, va més enllà de l'arquitectura. L'artista va participar també en la planificació d'interiors i en va dissenyar fins i tot el mobiliari.
Pel que fa a l'exposició, conté videoinstal·lacions, vídeos, escultures i creacions gràfiques i pictòriques. L'obra més significativa que s'hi pot veure és una escultura dissenyada per a l'exposició universal de Hannover, el 2000. Està composta per tres peces que representen tres províncies: Trento i Bolzano, d'Itàlia i Innsbruck, d'Àustria.